# 16α-Гидроксиэстрон
16α-Гидроксиэстрон (16α-OH-E1) или гидроксиэстрон, также известный как эстра-1,3,5(10)-триен-3,16α-диол-17-он, является эндогенным стероидным эстрогеном и основным метаболитом эстрона, а также промежуточное звено в биосинтезе эстриола. Он является мощным эстрогеном, аналогичным эстрону, и было высказано предположение, что отношение 16α-гидроксиэстрона к 2-гидроксиэстрону, который является гораздо менее эстрогенным по сравнению и даже антиэстрогенным в присутствии более сильных эстрогенов, таких как эстрадиол, может быть вовлечено в патофизиологии рака молочной железы. И наоборот, 16α-гидроксиэстрон может помочь защитить от остеопороза. В отличие от эстрадиола, связывание 16α-гидроксиэстрона с рецептором эстрогена является уникально ковалентным и необратимым, и в результате может возникнуть генотоксичность и аберрантная гиперпролиферация. Диацетатный эфир 16α-гидроксиэстрона, диацетат гидроксиэстрона, поступил в продажу и используется в медицине в качестве эстрогена в Европе.